# Бацево
Бацево (укр. Бацеве) — село на Украине, основано в 1785 году, находится в Олевском районе Житомирской области.
Код КОАТУУ — 1824481302. Население по переписи 2001 года составляет 114 человек. Почтовый индекс — 11037. Телефонный код — 4135. Занимает площадь 0,54 км².

## Адрес местного совета
11037, Житомирская область, Олевский р-н, с.Жовтневое, ул. Ленина, 3